# オールスター対抗!女子野球大会
『オールスター対抗!女子野球大会』（オールスターたいこう!じょしやきゅうたいかい）は、1978年にフジテレビ系列の『土曜グランドスペシャル』で放送された特別番組（スポーツバラエティ番組）である。全9回。

## 概要
1978年、フジテレビはアニメで放送中の『野球狂の詩』人気に便乗し、女子野球チーム「ニューヤンキース」を結成し、芸能人などのチームと野球の試合を行う事になる。その中継番組がこれである。
なお当番組の編成により、1971年以来続いた芸能人対抗野球番組『オールスター夢の球宴』は、1981年まで中断する事になる。
開催球場は第1戦のみ後楽園球場で、第2戦からはこの年に開場された横浜スタジアムで行った。7月15日放送分では史上唯一の「非首都圏開催」として、長野県軽井沢町で開催された。
9月からの『欽ちゃんのドンとやってみよう!』再開に伴い、8月を以て『土曜グランドスペシャル』が廃枠になったために終了、この後ニューヤンキースから一部の選手が分離独立し、第2の女子野球チーム「ブラックイーグルス」を結成、そしてニューヤンキース・ブラックイーグルス両チームの連合が今まで通りの芸能人などのチームと試合をしたり、両チームが直接対決する模様を放送する『激突!女子野球』を、19月から土曜・日曜の午後に不定期放送する事になる。

## 出演者
司会
- おりも政夫

主審
- 森山周一郎 - 『夢の球宴』の田辺一鶴に代わって担当、以後再開された『夢の球宴』でも引き続き務める。

この他、盛山毅などの当時のフジテレビアナウンサーが実況を担当した。

## 番組の流れ
1. まずニューヤンキースによるオープニングテーマ（タイトル不明）を披露する。
2. 続いて開会式、外野フェンスからニューヤンキース→対戦チームの順番で入場し、全員横一直線に並ぶ。その後は両チーム代表による選手宣誓。
  - なお対戦チームは原則として男性選手だけで、女性は応援役程度の出演だったが、末期は女性芸能人も代打要員として出場する事がある。
3. そして試合。試合前には始球式が行われる時もある。試合は7回戦で、『夢の球宴』同様延長戦はない。
4. 『夢の球宴』の様な閉会式は行われず、試合が終了したら番組も終了する。

## 試合・放送リスト
全て1978年。

### 第1戦
- 放送日：4月22日
- 対戦チーム：オールスターズ（芸能人チーム）
  - 参加選手：フォーリーブス（おりもは除く）、西城秀樹、ずうとるびほか
- 始球式ゲスト：木之内みどり[1]
- この試合のみ後楽園球場で開催。始球式の木之内は『野球狂の詩』映画やアニメ（第1話のみ）で水原勇気を演じていた。

### 第2戦
- 放送日：5月6日
- 対戦チーム：オールスターズ
  - 参加選手：西城秀樹、清水健太郎、ずうとるび、フォーリーブス、狩人ほか
- 始球式ゲスト：ジョー・ディマジオ（元：ニューヨーク・ヤンキース）[1]
- ここから横浜スタジアムで開催。ディマジオは後にニューヤンキースがアメリカに遠征した時、日本プロ野球で活躍した外国人選手で構成された野球チーム「オールアメリカ」の監督を務める。

### 第3戦
- 放送日：5月20日
- 対戦チーム：オールスターズ
  - 参加選手：堺正章、チェリッシュ、宮尾すすむ、草川祐馬ほか[1]

### 第4戦
- 放送日：5月27日
- 対戦チーム：オールスターズ
  - 参加選手：ずうとるび、草川祐馬、宮尾すすむ、井上純一、三笑亭夢之助、青山孝ほか[1]

### 第5戦
- 放送日：6月10日
- 対戦チーム：オールジャパン（日本プロ野球OBチーム）
  - 参加選手など：浜崎真二（監督。元阪急）、青田昇（元巨人）、豊田泰光（元西鉄）
- 初の非芸能人チーム[1]。

### 第6戦
- 放送日：6月24日
- 対戦チーム：オールナインズ（「昭和九年会」所属芸能人チーム）
  - 参加選手など：初代引田天功（監督）、牧伸二、玉置宏ほか
  - 特別参加：清水健太郎（オールスターズより）、岩崎宏美[1]
- 「昭和九年会」とはいうが、主審の森山周一郎をはじめ、大橋巨泉（当時裏の『クイズダービー』司会者）、山本文郎（当時TBSアナウンサー）、石原裕次郎などといった一部の芸能人は参加していない。
- 初めて女性芸能人（岩崎宏美）が代打で出場。

### 第7戦
- 放送日：7月8日
- 対戦チーム：オールスターズ
  - 参加選手：不明
- この日予定されていたプロ野球中継「ヤクルト×巨人」が雨天中止になったため、雨傘番組として編成された試合を放送[1]。

### 第8戦
- 放送日：7月15日
- 対戦チーム：オールジャパン
  - 参加選手：日本プロ野球OB
- 始球式ゲスト・特別参加：ピンク・レディー[1]
- 唯一「非首都圏」として軽井沢で開催。また当時『サウスポー』をヒットさせていたピンク・レディーが参加した。
- 始球式はピンク・レディーが1人1球ずつ投げ、また守備はショートの位置に2人が並ぶ変則ルール（つまりオールジャパンは10名で守備）、そして打順は1人ずつ交代した。

### 第9戦
- 放送日：7月22日
- 対戦チーム：オール日活フレンドリー（日活俳優チーム）
  - 参加選手：宍戸錠、長門裕之、浜田光夫、高品格、桂小金治ほか[1]
- 昭和30年代に一世を風靡した日活俳優で構成。この回でも石原裕次郎を始め、小林旭などといった大物は出演していない。